# Miguel Gerónimo de Esparza
Miguel Gerónimo de Esparza (1679-175?) fue alcalde y regidor perpetuo de la Ciudad de Buenos Aires durante el Virreinato del Perú.

## Biografía
Miguel Gerónimo nació en Buenos Aires, era hijo de Alejo Esparza nacido en Navarra y Escolástica Rodríguez (porteña) e hija de un capitán de origen gallego. En 1706 se casó con Antonia, (porteña) hija de Antonio Cabral de Melo y Leonor de Morales.
Miguel Gerónimo de Esparza ocupó los más importantes puestos políticos y militares de la época como el de Capitán reformado, Regidor perpetuo (1739-1755) y fue elegido Alcalde en primer voto de la Ciudad de Buenos Aires.
Esparza también ejerció cargos jurídicos y legales fue defensor de menores en 1719 y defensor de Pobres en 1732.